# Valeille
Valeille ist eine französische Gemeinde mit 680 Einwohnern (Stand 1. Januar 2022) im Département Loire  in der Region Auvergne-Rhône-Alpes.

## Geografie
Valeille liegt etwa sechs Kilometer südöstlich der Kleinstadt Feurs auf der Verbindungslinie zwischen Lyon und Clermont-Ferrand. Die Gemeinde liegt am Rand der Montagnes du Matin in einer von Wäldern und Tälern geprägten Landschaft, die sich nach Westen hin ins Loire-Tal öffnet. Im Gebiet der Gemeinde befinden sich insgesamt neun Weiher.

## Geschichte
Der Ort wurde erstmals im 10. Jahrhundert erwähnt und war im Mittelalter Vogtei der Grafschaft Forez.

## Weblinks

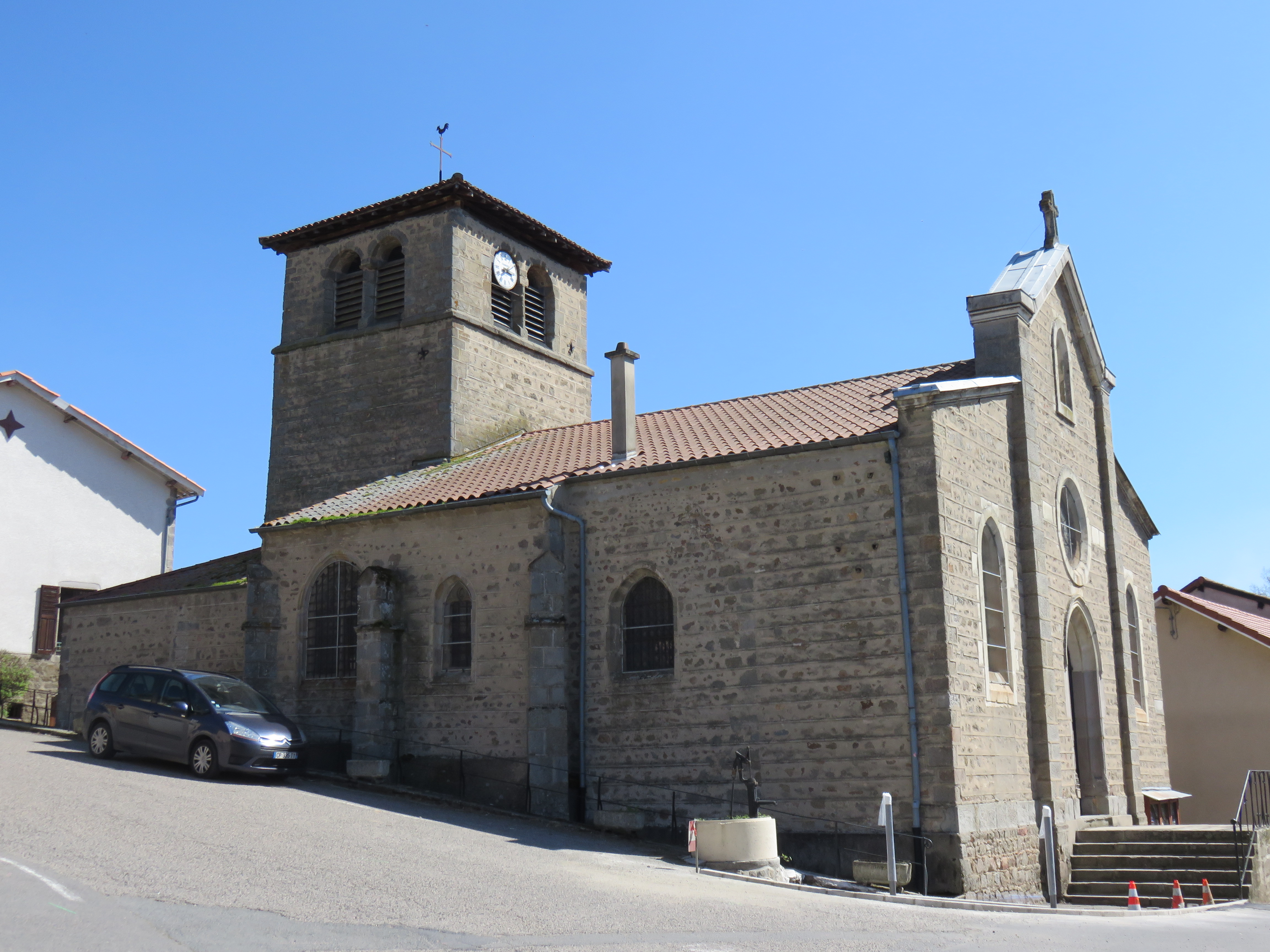
Kirche Saint-Pierre

## Bevölkerungsentwicklung
| Jahr                       | 1962 | 1968 | 1975 | 1982 | 1990 | 1999 | 2010 | 2017 |
| Einwohner                  | 457  | 428  | 397  | 391  | 470  | 518  | 665  | 737  |
| Quellen: Cassini und INSEE |      |      |      |      |      |      |      |      |

## Sehenswürdigkeiten
- Kirche Saint-Pierre